# غورودوك-17 (مقاطعة موسكو)
غورودوك-17 (بالروسية: Городок-17 أو البلدة 17) هي مدينة في مقاطعة موسكو أوبلاست في روسيا. وهي بلدة عسكرية تبعد 41 كم عن وسط موسكو.
يبلغ عدد سكانها حوالي 5510 نسمة.